# Missfall
Missfall eller spontan abort, innebär att en graviditet avslutas ofrivilligt innan zygoten, morulan, embryot eller fostret blivit tillräckligt utvecklat för att överleva utanför moderns kropp, det vill säga innan 22:a veckan. Missfall är den vanligaste komplikationen som kan uppstå vid en graviditet, och upp till 25 % av alla kvinnor får ett missfall under sin levnadstid. Missfall ska skiljas från fosterdöd som innebär att fostret avlider efter 22:a graviditetsveckan.

## Varianter av missfall
Missfall kan avse flera förhållanden. Komplett missfall innebär att allt som hör till befruktningen stöts ut ur kvinnan. Missfallet kan också vara inkomplett, då endast delar av det som hör till befruktningen stöts bort. I vissa fall kan ett missfall förutses och inte kunna hävas. Graviditeten kan bli avbruten och embryot dö, utan att det lämnar kroppen (fördröjt missfall), då skrapning måste företas.
Om graviditeten avbryts spontant efter vecka 22, räknas det i Sverige som fosterdöd om fostret inte överlever. Före 2008 gick gränsen mellan missfall och fosterdöd vid vecka 28.
Ibland känner inte kvinnan till hur långt framskriden graviditeten är vid missfallet. Missfall kan då definieras som att fostret väger mindre än 500 gram.

## Förekomst och orsaker
Omkring hälften av alla befruktade ägg fastnar aldrig i livmodern, och kan möjligen räknas för missfall. Första månaden resulterar omkring 30% graviditeter i missfall. Andelen minskar snabbt efter åttonde veckan.
Orsaker till missfall kan vara att befruktningen blir fel (till exempel utomkvedshavandeskap eller problem för det befruktade ägget att fästa) eller att det finns kromosomfel eller att utvecklingen avstannat tidigt i graviditeten (abortivägg). Det kan tyda på att modern har en sjukdom. Sena missfall kan tyda på problem med livmodern. Åldern på föräldrarna kan påverka benägenheten till missfall. Risken är ungefär 10% när modern är 20-24 år, och 50% när modern är 40-45 år. Vitaminbrist till följd av dålig kosthållning, i synnerhet folsyrabrist, ökar risken för missfall, men att ta multivitamintabletter har en oklar effekt.
Kvinnor som innan graviditeten haft en depression eller ångeststörning och därför medicinerat vid graviditetsstarten, har högre risk för missfall.
På befolkningsnivå ser man att rökning, alkohol, övervikt, stort koffeinintag och droger är riskfaktorer för missfall. Vissa sjukdomar (till exempel diabetes och SLE) och läkemedel samt yttre miljöfaktorer kan också öka risken. Andra risker är missbildningar eller muskelknutor i den gravidas livmodertapp eller livmoder.

## Symtom
Missfall brukar märkas som en olaga blödning i kombination med en mensvärksliknande smärta.
Fördröjda missfall upptäcks som regel vid ultraljudsundersökningar.

## Upprepade missfall
Vissa kvinnor har fler missfall än andra. Om tre graviditeter i rad, vid ungefär samma graviditetsvecka, avslutas med missfall kallas det upprepat missfall. Orsaken till upprepade missfall kan vara endokrina sjukdomar, genetiska sjukdomar, anatomiska sjukdomar och immunologiska sjukdomar, men i de flesta fallen kan ingen tydlig orsak hittas. Dock antas många sådana oförklarliga upprepade missfall bero på immunologiska reaktioner.

## Psykiska konsekvenser
Vissa kvinnor drabbas efter missfall av depressioner, ångeststörningar och svår sorg, samt posttraumatisk stress. Risken för psykisk ohälsa ökar om kvinnan känner skuldkänslor inför missfallet eller om hon klandrar fadern eller läkaren.